# زیست‌شناسی در ادبیات داستانی

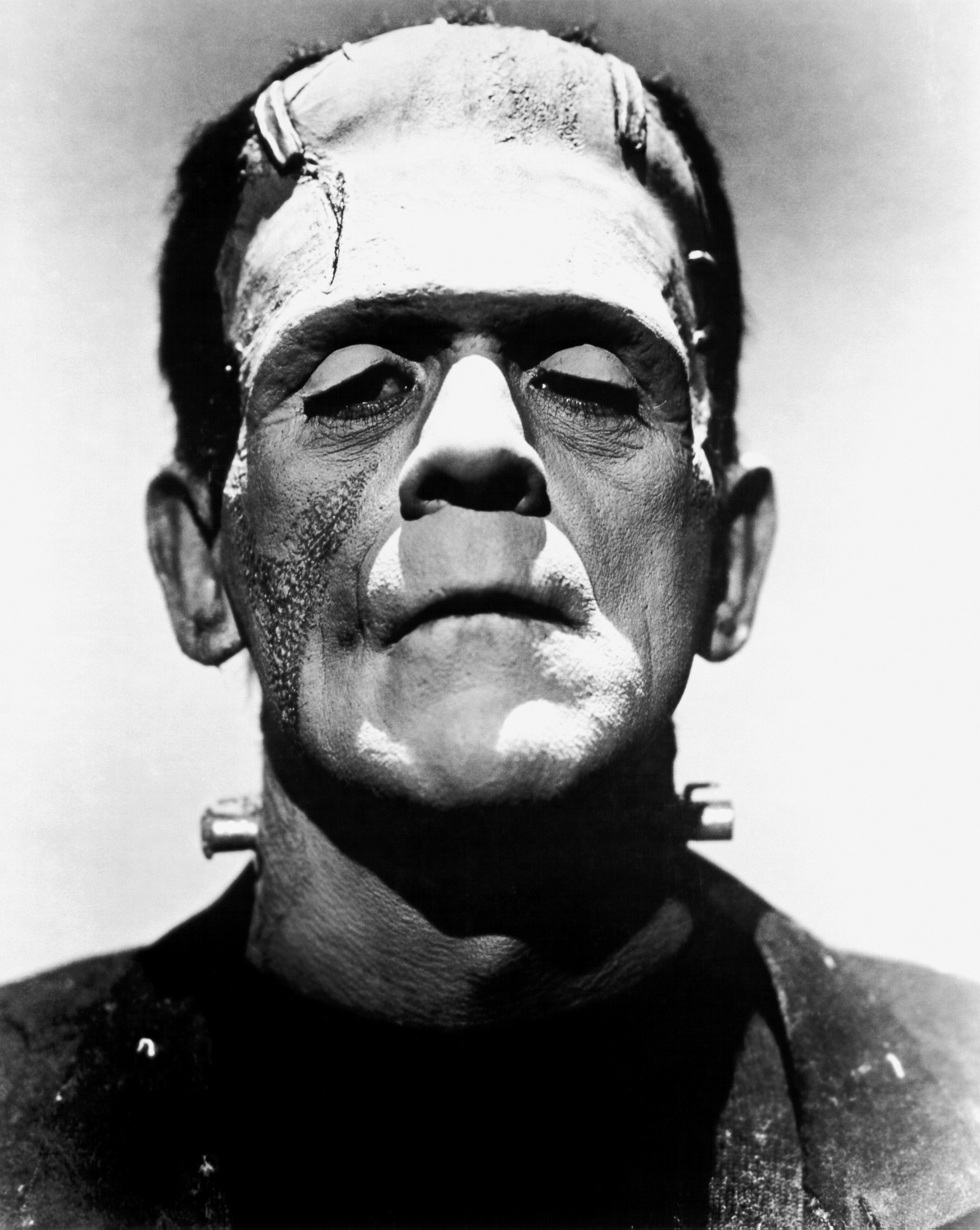
بوریس کارلوف بازیگر نقش اصلی فیلم فرانکنشتاین محصول ۱۹۳۱ به کارگردانی جیمز ویل. این فیلم بر پایۀ رمان مری شلی در سال ۱۸۱۸ ساخته شده و شخصیت اصلی آن هیولایی است که طی به یک آزمایش زیست‌شناسی نامتعارف به وجود آمده است.

در ادبیات داستانی، به‌ویژه در ادبیات علمی-تخیلی، اما نه فقط در این حوزه، از مضامین زیست‌شناسی استفاده می‌شود. در این داستان‌ها می‌توانند یا به جنبه‌های واقعی این علم پرداخته یا به شکل داستانی و تخیلی از عناصر زیست‌شناختی بهره گیرد باشد. این داستان‌ها یا نظریات زیست‌شناسی را بسط داده یا اختراع موجودات زندهٔ داستانی را مطرح می‌کند. تکامل، بیماری، ژنتیک، فیزیولوژی، زندگی انگلی و همزیستی، رفتارشناسی و بوم‌شناسی از جمله مضامین اصلی مورد استفاده در ادبیات داستانی هستند.

## جنبه‌های زیست‌شناختی
جنبه‌های زیست‌شناسی موجود در داستان‌ها شامل تکامل، بیماری، بوم‌شناسی، رفتارشناسی، ژنتیک، فیزیولوژی، انگل‌شناسی و همزیستی می‌شود.  